# Санта-Кроче-ин-Джерусалемме
Са́нта-Кро́че-ин-Джерусале́мме (итал. Basilica di Santa Croce in Gerusalemme — Базилика Святого Креста в Иерусалиме) — одна из семи паломнических церквей Рима, расположена к востоку от Латеранского дворца на Эсквилине. Имеет титул Малой базилики (Minor Basilica). Церковь является важнейшим памятником истории религии и искусства, она хранит ценнейшие христианские реликвии, благодаря чему на протяжении многих веков является местом паломничества христиан со всего мира.
В отдельной капелле церкви находятся реликвии, доставленные в Рим святой Еленой, матерью императора Константина Великого, — три небольших частицы Креста Иисуса Христа и один из гвоздей, которыми Его тело было прибито к Кресту.

## Титулярная церковь
Церковь Святого Креста в Иерусалиме является титулярной церковью, кардиналом-священником с титулом церкви Святого Креста в Иерусалиме с 28 июня 2017 года является испанский кардинал Хуан Хосе Омелья-и-Омелья.

## История
В античных источниках местность, где находится базилика Святого Креста, упоминается как Spes Vetus или ad Spem Veterem — «Старая Надежда» или «у старой Надежды», поскольку в республиканские времена здесь стоял храм богини Спес (Надежды).
В конце II века н. э. часть садов этой местности стала собственностью семьи Варии и сразу после этого стала частью императорских владений. В 218―222 годах н. э. император Гелиогабал превратил пригородную виллу Вариев в новую императорскую резиденцию, построенную вокруг монументальных зданий (амфитеатр Кастренсе, цирк Вариана). Там же располагался императорский дворец.
В начале IV века император Константин I реконструировал комплекс и дал ему название «Сессорий (лат. Sessorium)» или Сессорианский дворец. В 324 году, когда император Константин перенёс столицу империи в Константинополь, резиденция стала собственностью его матери царицы Елены и претерпела множество изменений, наиболее важным из которых было преобразование части жилого комплекса в часовню, предназначенную для хранения реликвий Креста Иисуса Христа, найденных царицей на Голгофе в Иерусалиме. Эта часовня стала ядром базилики Святого Креста, первоначально называвшейся базиликой Елениана или Сессориана. В основание этой часовни была заложена земля, привезённая из Иерусалима. По этой причине часовню стали называть Иерусалимской. Отсюда происходит и название базилики ― «в Иерусалиме». В настоящее время остатки этой часовни и иерусалимскую землю можно увидеть в небольшой капелле, расположенной в нижней части храма справа от главного алтаря. Эту капеллу украшает античная скульптура, изображающая святую Елену.
Около 325 года базилика была преобразована из большого прямоугольного зала Сессорианского дворца, перекрыта плоским потолком, освещена двадцатью окнами, расположенными по пять с каждой стороны и украшена в нижнем регистре разноцветным мрамором. «Книга Пап» (Liber Pontificalis) приписывает постройку императору Константину, но историки не исключают того, что инициатором перестройки дворца была святая Елена. Базилика была посвящена папой Сильвестром I (314―335) святому Кресту.
В 600 году папа Григорий I объявил базилику титулярной церковью. В VIII веке базилику перестраивали папы Григорий II и Адриан I. В XII веке папа Луций II преобразовал базилику в романском стиле. Были созданы три нефа, трансепт, монастырь (позже снесенный) и кирпичная колокольня.
В 983 году был основан монастырь Святого Креста (Санта-Кроче), о чём свидетельствует надгробный эпиграф папы Бенедикта VII, расположенный рядом с главным входом в базилику. На протяжении веков монастырём владели различные религиозные общины. Римский папа Лев IX в 1049 году передал монастырь бенедиктинцам Монтекассино. Когда они в 1062 году перешли в Сан-Себастьяно, папа Александр II установил конгрегацию регулярных каноников Сан-Фредиано-ди-Лукка, которые покинули монастырь в период авиньонского папства. Около 1370 года папа Урбан V передал Санта-Кроче цистерцианцам.
Нынешний вид базилики восходит к XVIII веку (1741―1744 года). Архитекторы Пьетро Пассалаква и Доменико Грегорини по заказу папы Бенедикта XIV, титулярного кардинала этой церкви, изменили интерьер и экстерьер церкви, создав эллиптический атриум и заменив средневековый фасад на современный из травертина. В новом фасаде они чередовали вогнутые и выпуклые объёмы в соответствии со стилем барокко.
В 1873 году, после присоединения Рима к Королевству Италия, весь комплекс построек Санта-Кроче-ин-Джерусалемме перешёл в собственность итальянского государства. Монахам разрешили остаться в монастыре и служить в базилике мессы, но в течение нескольких десятилетий часть построек монастыря использовалась под утилитарные цели. До настоящего времени базилика Санта-Кроче-ин-Джерусалемме является собственностью итальянского государства: Фонда культовых зданий (Fondo Edifici di Culto) Министерства внутренних дел Италии.
С 1999 года в церкви находятся останки досточтимой Антониетты Мео.
Из-за различных злоупотреблений пастырское попечение церковного прихода Санта-Кроче было отозвано у цистерцианских монахов и в 2009 году передано епархиальному духовенству Рима. В 2011 году Папа Бенедикт XVI окончательно упразднил цистерцианский монастырь.

## Описание
Современный вид базилика приобрела в XVIII веке при римском папе Бенедикте XIV. Мраморный мозаичный пол главного нефа в стиле косматеско датируется XII веком. На колокольне три колокола: два — работы Симоне и Просперо де Проспери (1631), третий, более поздний, датируется 1957 годом.

### Фасад
Главный фасад церкви был создан архитекторами Пьетро Пассалаква и Доменико Грегорини в стиле позднего римского барокко. В нём чередуются вогнутые и выпуклые объёмы, ассоциирующиеся с «волной» фасада церкви Сан-Карло алле Куатро Фонтане. В центре фасада находится огромное овальное окно, также на фасаде имеются пилястры, на балюстраде карниза ― статуи четырёх евангелистов, святой Елены с крестом (крайняя слева) и императора Константина (крайний справа).

### Главный алтарь
Цилиндрический свод и киворий из мрамора и позолоченной бронзы над главным престолом были созданы в XVIII веке. Под главным престолом находится старинная рака, в которой находятся мощи мучеников Анастасия Персянина и дьякона Кесария.
В конхе апсиды находятся фрески со сценами истории Животворящего Креста, выполненные Мелоццо да Форли, Антониаццо Романо и Марко Пальмеццано. В нише апсиды алтаря находится усыпальница кардинала Франсиско де Киньонеса, выполненная Якопо Сансовино в 1536 году.

### Капелла Святой Елены
Внизу, справа от главного алтаря, расположена капелла Святой Елены. Мозаика свода создана Мелоццо да Форли около 1484 года, отреставрирована Бальдассаре Перуцци, затем Франческо Цукки. Она изображает Христа Вседержителя, окружённого евангелистами и четырьмя историями "креста Иисуса Христа. В пол вмонтирована памятная плита с надписью о том, что здесь находится земля с Голгофы в Иерусалиме, принесённая святой Еленой. Там же находится статуя святой Елены, преобразованная из статуи языческой богини Юноны, найденной в Остии, с заменой головы и рук и добавлением креста. Художник Никколо Чирчиньяни в конце XVI века на стенах часовни выполнил цикл фресок, посвященных Кресту.
Некоторое время в капелле находились три картины, выполненные между 1601 и 1602 годами молодым П. П. Рубенсом. Две из них: «Святая Елена с Истинным крестом» и «Иисус Христос, увенчанный терновым венцом» в настоящее время находятся в часовне «Малый Париж» в Грасе, Франция. Третья картина «Воздвижение Креста» была заменена копией, которая также находится в часовне в Грасе.

### Капелла реликвий
В 1930 году итальянский архитектор Флорестано ди Фаусто оформил в левом приделе церкви отдельное помещение: «Капеллу реликвий» (итал. Cappella delle Reliquie), в которую из древней ризницы перенесли святые реликвии Страстей Христовых и другие реликвии. Они выставлены в специальной витрине в драгоценных реликвариях за стеклом:
- три небольшие частицы Животворящего Креста, вмонтированные в позолоченный «реликварий Святого Креста» (работа Дж. Валадье, 1803) ― находятся в центре витрины,
- ковчег с двумя шипами из тернового венца Иисуса Христа ― справа вверху витрины,
- ковчег с тремя камушками: от Вифлеемской пещеры Рождества, от колонны бичевания Иисуса Христа и от Гроба Господня ― в центре вверху витрины,
- перст апостола Фомы ― слева вверху витрины,
- фрагмент креста благоразумного разбойника, казнённого вместе с Христом ― у левой стены витрины,
- один из гвоздей, которыми тело Иисуса Христа было прибито к Кресту ― слева внизу витрины,
- Крестное титло — табличка со словами «Иисус Назорей, Царь Иудейский» написанными по указанию Понтия Пилата на трёх языках: арамейском, древнегреческом и латыни ― справа внизу витрины.

Согласно церковной традиции, Титло было найдено вместе с другими реликвиями во время путешествия святой Елены в Иерусалим. Но в базилике Титло было найдено отдельно от других только в 1492 году во время реставрационных работ, проводимых в церкви. Титло является предметом споров учёных о его подлинности и многократно подвергалось различным экспертизам. Фразы на латинском и греческом языках написаны справа налево, как и на иврите. Латинский текст показывает версию «Назаринус» вместо «Назаренус». Более того, этот текст, не совсем соответствует ни одному тексту из четырёх Евангелий. Некоторые считают эти аномалии доказательством подлинности, исходя из того, что они вряд ли были бы обнаружены у фальсификатора. Результаты радиоуглеродного анализа древесины, опубликованные в 2002 году, показали, что материал относится к интервалу между 980 и 1146 годами.
В 1629 году папа Урбан VIII приказал перенести одну из частиц Святого Креста в собор Святого Петра, где реликвия хранится и в наши дни в капелле над статуей святой Вероники.

### Копия Туринской плащаницы
В специальном помещении базилики находится аутентичная копия Туринской плащаницы — льняное полотно размером 4,37 на 1,11 метра с воспроизведением негативного изображения Иисуса Христа в полный рост. Там же находится деревянная статуя Христа.

### Музей базилики
В музее базилики, среди прочего, выставлены фрески с изображениями евангелистов и патриархов. Эти картины украшали крышу главного нефа и его триумфальную арку в XII веке. Они были заново открыты во время реставрации 1913 года и удалены, чтобы обеспечить их сохранность.
Также в музее базилики имеется икона, называемая «Святыня Григория Великого», датируемая VI―VII веками.